# 徹子&羽鳥が初タッグ あの真相全て聞きます ザ・プレミアムトーク
『徹子&羽鳥が初タッグ あの真相全て聞きます ザ・プレミアムトーク』（てつこアンドはとりがはつタッグ あのしんそうすべてききます ザ・プレミアムトーク）は、テレビ朝日で2012年1月7日（土曜）18:30 - 20:51 (JST) に放送された特別番組。

## 概要
テレビ朝日"お昼の顔"黒柳徹子と"朝の顔"羽鳥慎一が初タッグで司会を務めるトーク番組。芸能人のターニングポイントにつきものの「記者会見」やテレビ史に残る「名場面」「珍事件」芸能人の「名言・迷言」など、テレビ朝日に残るプレミアム映像を、本人と一緒に見ながら当時を振り返る。

## 出演者
MC
- 黒柳徹子
- 羽鳥慎一

プレミアムゲスト
- 近藤真彦
- 花田虎上&藤田紀子
- ピンク・レディー
- 澤穂希
- 石田純一&いしだ壱成

## スタッフ
- ナレーター：林田尚親
- 構成：町田裕章、飯塚大悟、藤原昭彦、岩本哲也、岡田樹彦
- ブレーン：野村正浩
- TD/SW：山口崇
- カメラ：桝田茂雄
- 音声：猪俣晃
- VE：藤森寛明
- クレーン：田中政治
- 照明：江口義信
- TK：上原美華
- 美術：石井哲也
- デザイン：島津桃衣子
- 美術進行：伴田浩、楢崎仁志
- 大道具：内田聡子
- 電飾：青羽亮
- 装飾：松井達彦
- モニター；安藤洋一
- メイク：甲斐女衣花、段久美子
- CG：ワイルドグース
- イラスト：佐々木千尋
- 編集：笹原隆基、木元雄大
- MA；山際卓郎
- 音効：おぜき孝宏、鈴木路子
- 編成：浦田幸毅
- 宣伝：中嶋哲也
- 技術協力：テイクシステムズ、TSP、読売映像
- 制作スタッフ：谷田磨隆、田口智也、平野琢也、牧野良美、辰馬成拓、林達也、岩本洋三、知久恵子、原恵美子
- AP：廣瀬益巳、浅田裕子
- 中継D：櫻井健介、羽田野一也、井上哲
- ディレクター：石﨑佳之、久保田裕介、足立達哉、松原綾子、佐藤真吾、大野剛史
- チーフディレクター：横山健一
- 総合演出：三浦大輔
- プロデューサー：高橋良行、阪本明、相川憲一、土井順司、粟井誠司
- 制作協力：ViViA
- 製作著作：テレビ朝日